# Vesey Street (Manhattan)

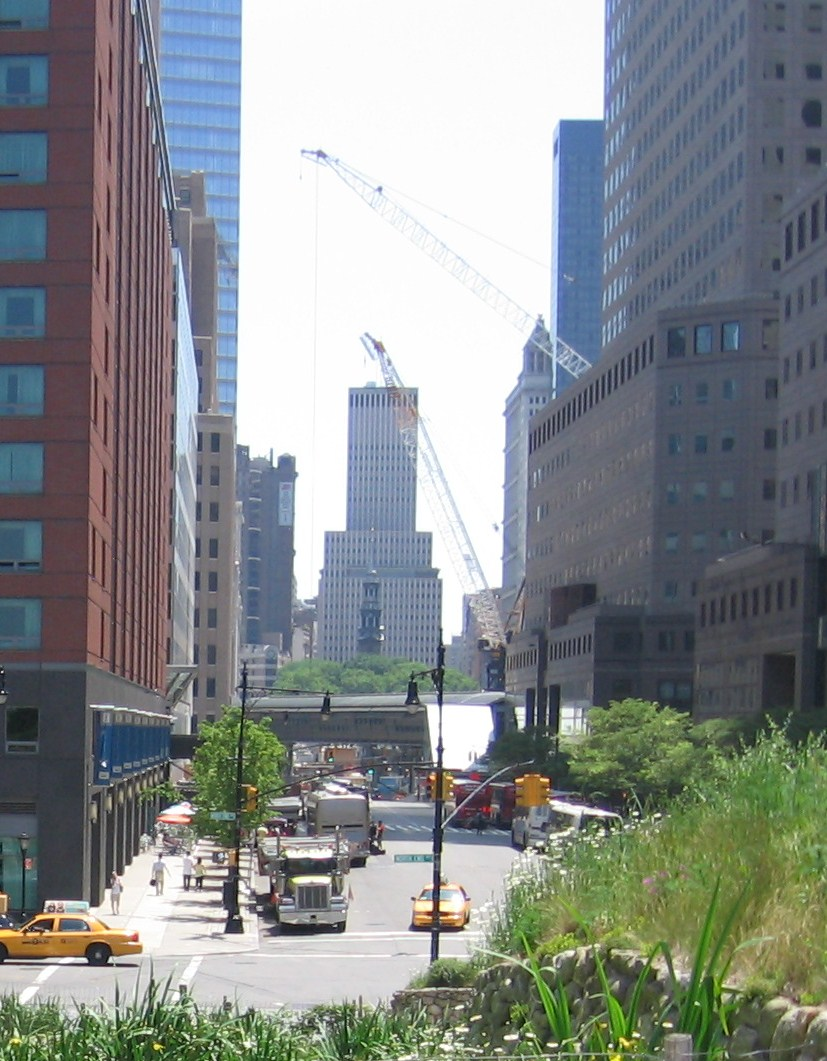
Vesey Street (Blickrichtung Ost) vom Irish Hunger Memorial aus gesehen mit dem Building 200 Vesey Street Gebäude (rechts) und der St. Paul’s Chapel sowie 222 Broadway im Hintergrund.

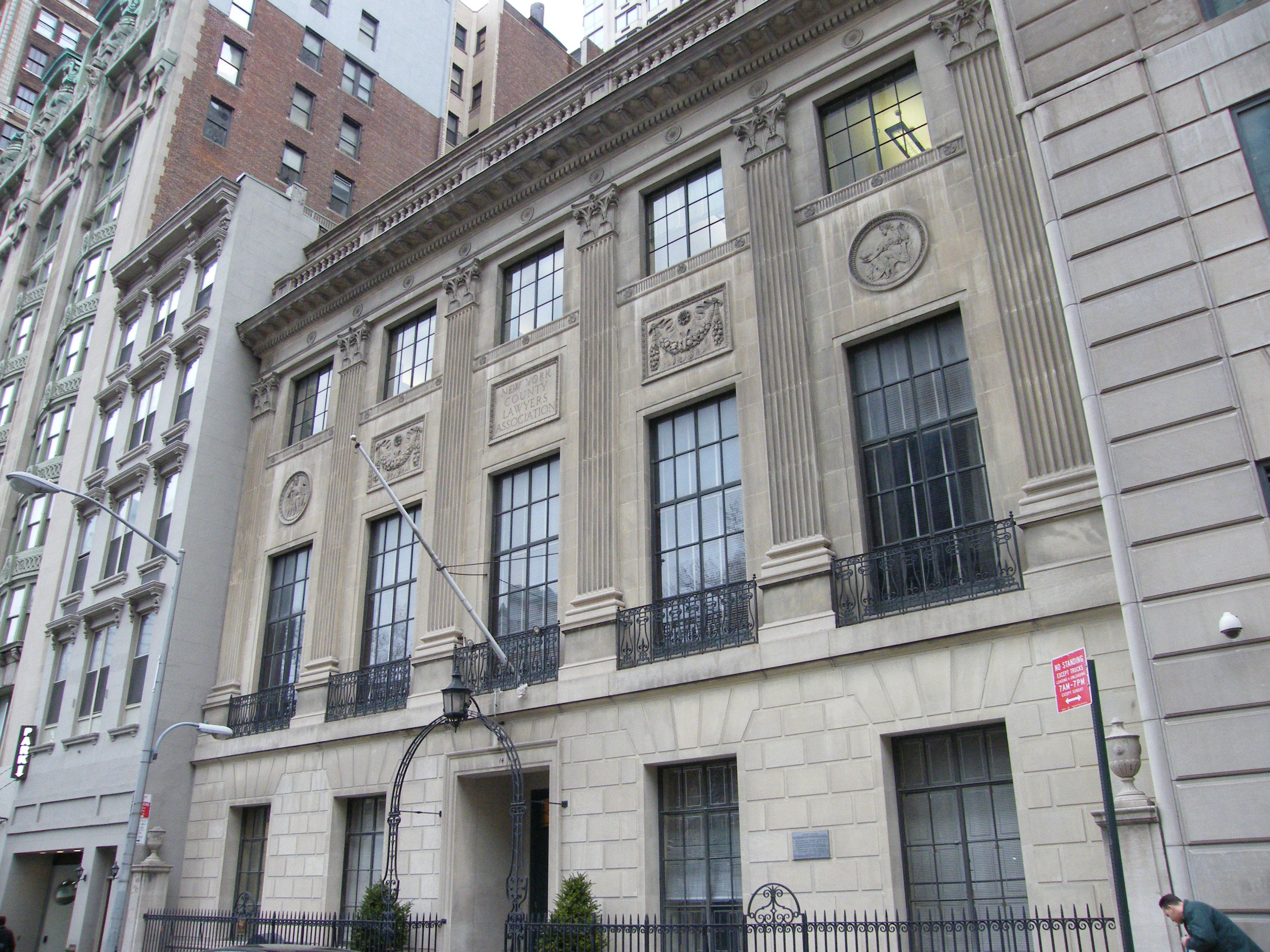
14 Vesey Street: New York County Lawyers Association Building

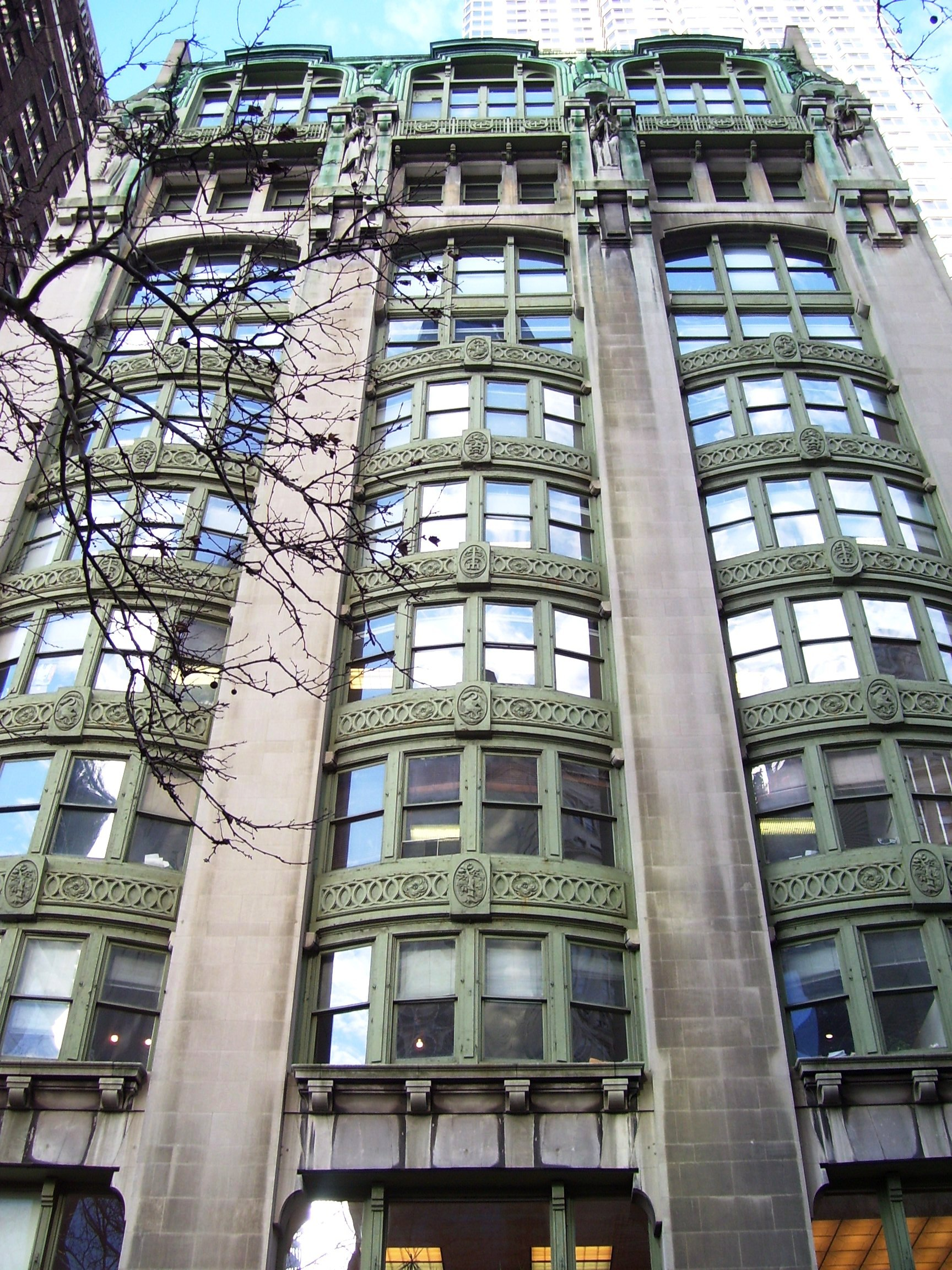
Das Old New York Evening Post Building

Die Vesey Street ist eine Straße im Süden von New York Citys Stadtbezirk Manhattan, USA.

## Lage und Verlauf
Die Vesey Street verläuft in ost-westlicher Richtung durch Lower Manhattan. Vor dem Bau des alten World Trade Centers verlief sie vom Broadway zum Hudson River. Seit 2009 verläuft sie in vier Abschnitten:
- Vom Broadway bis zur Church Street für Kfz-Verkehr und Fußgänger.
- Von der Church Street zur West Street als Fußgängerzone. Dieser Abschnitt wurde durch den Bau des neuen World Trade Centers verbreitert und trennt das One World Trade Center auf der Südseite der Straße vom 7 World Trade Center und Verizon Building auf der Nordseite der Straße.
- Im Viertel Battery Park City von der West Street zur North End Avenue für Kfz-Verkehr und Fußgänger.
- Als kurzer Fußweg westlich der North End Avenue bis zur River Terrace und dem Irish Hunger Memorial.

Zwei Abschnitte der Vesey Street sind mit einer Fußgängerbrücke miteinander verbunden, die über die West Street zum Brookfield Place führt. Das westliche Ende der Straße befindet sich im nördlichen Teil von Battery Park City. Östlich des Broadway heißt die Straße Ann Street.

## Bedeutende Gebäude
Neben der Vesey Street befindet sich die St. Paul’s Chapel, das Church Street Station Post Office und die World Trade Center Site. Herausragende Gebäude sind das One World Trade Center, Art Nouveau Old New York Evening Post Building und das Art déco Barclay-Vesey Building, in das später die Zentrale von Verizon Communications einzog.

## Geschichte
Die Vesey Street wurde nach Reverend William Vesey (1674–1746) benannt, dem ersten Pfarrer der in der Nähe befindlichen Trinity Church. Die Supermarkt-Kette A&P hatte ihr erstes Geschäft in der Vesey Street.
Seit den Terroranschlägen am 11. September 2001 ist die Straße für den Autoverkehr gesperrt. Ein Gebäudeteil, das nach dem Einsturz stehen blieb, wurde bewahrt und ist als Survivors’ Staircase bekannt. In der Gegend zwischen der Church Street und der Washington Street befindet sich das National September 11 Memorial and Museum.

## Nahverkehr
Der U-Bahn-Stationskomplex Chambers Street–World Trade Center/Park Place/Cortlandt Street sowie die PATH-Station ist von der Vesey Street aus zugänglich.